# Some Great Videos
Some Great Videos è il secondo album video del gruppo musicale britannico Depeche Mode, pubblicato nel 1985 dalla Virgin Video.

## Descrizione
Contiene gran parte dei video realizzati fino a quel momento, con l'esclusione di quelli dei singoli tratti da A Broken Frame e quello di Get the Balance Right!, in quanto non ritenuti buoni dal gruppo. Nel disco è inoltre presente anche un video di Photographic, il cui filmato proviene dal precedente album video The World We Live In and Live in Hamburg.
Nel 1998 la Mute Records lo ha ripubblicato sotto il titolo di Some Great Videos 81>85 nel solo formato VHS.

## Tracce
1. Just Can't Get Enough
2. Everything Counts
3. Love, in Itself
4. People Are People (12" Version)
5. Master and Servant
6. Blasphemous Rumours
7. Somebody
8. Shake the Disease
9. It's Called a Heart
10. Photographic (Live Version)

Traccia bonus nell'edizione statunitense
1. A Question of Lust